# Quatuor à cordes de Kurtág
Pour les articles homonymes, voir Quatuor à cordes (homonymie).
Le Quatuor à cordes opus 1 est une composition de musique de chambre de György Kurtág. Composé en 1959, le quatuor a une structure en six mouvements enchaînés qui rappelle les six bagatelles opus 9 d'Anton Webern.
Comme l'indique son numéro d'opus, l'œuvre est un nouveau départ dans la production du compositeur, qui détruit ou renie la quasi-totalité de sa production antérieure. Elle a été souvent enregistrée : quatuors Arditti, Keller, Kairos...

## Structure
1. Poco agitato
2. Con moto
3. Vivacissimo
4. Con spirito
5. Molto ostinato
6. Adagio

- Durée d'exécution : quinze minutes.